# Anthony Elechi
Anthony Elechi (nacido el 10 de agosto de 1993 en Elmont (Nueva York)) es un jugador de baloncesto estadounidense con nacionalidad nigeriana, que mide 2,03 metros y actualmente juega de ala-pívot en el Besançon Avenir Comtois de la Nationale Masculine 1. 

## Trayectoria
Elechi es un ala-pívot con pasaporte nigeriano, formado desde 2012 a 2014 en Labette Community College. En 2014, ingresó en la Universidad Estatal de Morehead, situada en Kentucky, donde jugó durante dos temporadas la NCAA con los Morehead State Eagles desde 2014 a 2016.  
Tras no ser drafteado en 2016, en la temporada 2016-17 firma por los Glasgow Rocks de la British Basketball League. 
En la temporada 2017-2018, se marcha a Japón para jugar en el Passlab Yamagata Wyverns de la B.League japonesa.
En la temporada siguiente regresa a Reino Unido, para jugar durante la temporada 2018-19 en los Surrey Scorchers de la British Basketball League. 
En la temporada 2019-20, firma por el Club Polideportivo La Roda de la Liga LEB Plata, con el que promedia 9,7 puntos y 5,2 rebotes en 25 partidos con 18 minutos de juego.
En la temporada 2020-21, se marcha a Noruega para jugar en las filas del Tromsø Storm, donde alcanzó unas medias de 9,3 puntos, 12 rebotes por partido.
El 18 de noviembre de 2021, se confirma su fichaje por el Oviedo Club Baloncesto de la Liga LEB Oro.
El 31 de agosto de 2022, firma por el Besançon Avenir Comtois de la Nationale Masculine 1, la tercera división francesa.